# Édouard-Charles St-Père
Édouard-Charles St-Père (24 septembre 1876-31 janvier 1950) fut un journaliste et un homme politique fédéral du Québec.

## Biographie
Né à Sainte-Mélanie dans la région de Lanaudière, il travailla comme journaliste au journal Le Canada pendant une vingtaine d'années.
Élu député du Parti libéral du Canada dans la circonscription fédérale d'Hochelaga en 1921, il fut réélu en 1925, 1926, 1930 et en 1935. Il ne se représenta pas en 1940, mais demeura en politique fédérale en acceptant le poste offert par le premier ministre William Lyon Mackenzie King de sénateur de De Lanaudière. Il demeurera au Sénat jusqu'à son décès en 1950 à Notre-Dame-de-Grâce (Québec).